# Rhamphomyia albibasis
Rhamphomyia albibasis är en tvåvingeart som beskrevs av Frey 1935. Rhamphomyia albibasis ingår i släktet Rhamphomyia och familjen dansflugor. Inga underarter finns listade i Catalogue of Life.